# Festival de la Canción de Extremadura
El Festival de la Canción de Extremadura es un certamen musical anualmente celebrado en el Cine-Teatro Balboa de la ciudad de Jerez de los Caballeros (Badajoz, España) que tiene lugar cada noviembre teniendo 16 finalistas. El Festival nació para promover la música en Extremadura.

## Historia
El Festival de la Canción de Extremadura comenzaba su andadura allá por el mes de enero de 2004 y surgió como idea para promocionar a los cantantes de un musical que estrenó la Asociación Cultural y Juvenil La Trouppe ese mismo año, “Los Diez Mandamientos”. 
Cada edición ha ido creciendo en calidad y categoría, consagrándose y siendo punto de encuentro de jóvenes intérpretes de Extremadura y fuera de ella, que no tienen plataformas de lanzamiento donde demostrar y hacer lo que verdaderamente les gusta que es cantar.
La mecánica del festival consiste en presentar un tema inédito o uno ya conocido.
En el Festival de la Canción de Extremadura han participado cantantes que poco a poco, se han hecho hueco en el mundo de la música, estando en programas de televisión y otros eventos después de haber triunfado en el Festival de la Canción de Extremadura. 
Durante las pasadas 14 ediciones, la repercusión mediática del festival ha ido en aumento.
El 17 de noviembre de 2018 será la primera ocasión que será retrásnfmitido, siendo a través de Canal Extremadura Televisión, ya que anteriormente era un espectáculo más pensado para el público congregado en Jerez de los Caballeros .

## Ganadores del Festival
En sus últimas ediciones, el ganador del primer premio recibe el Micrófono de Oro y una cantidad dineraria. Los ganadores del segundo y tercer premio recibían el Micrófono de Plata y el Micrófono de Bronce, respectivamente.
| Año (edición) | Canción                        | Intérpretes         | Autores                               | Presentadores                       |
| ------------- | ------------------------------ | ------------------- | ------------------------------------- | ----------------------------------- |
| 2004 (1.ª)    | «Unchained melody»             | Ramón Gato          |                                       |                                     |
| 2005 (2.ª)    | «My heart will go on»          | Guadiana Almena     |                                       |                                     |
| 2006 (3.ª)    | «Getshemani»                   | David Carrasco      |                                       |                                     |
| 2007 (4.ª)    | «Aquella Carmen »              | Nayara Madera       |                                       |                                     |
| 2008 (5.ª)    | «If I were a boy»              | Patricia Galán      |                                       |                                     |
| 2009 (6.ª)    | «Here I'am” »                  | Raquel Ardila       |                                       |                                     |
| 2010 (7.ª)    | «Fallin'»                      | Lola Vega           | Alicia Keys                           | Raquel Torrado Victoriano Baena     |
| 2011 (8.ª)    | «Think»                        | Miriam Expósito     | Aretha Franklin Ted White             | Raquel Torrado Ramón Gato           |
| 2012 (9.ª)    | «Time to said goodbye»         | Iris María Miralles |                                       | Verónica Delgado Jaime García       |
| 2013 (10.ª)   | «Something's got a hold on me» | Ana Morán           | Etta James Leroy Kirkland Pearl Woods | Verónica Delgado Jaime García       |
| 2014 (11.ª)   | «Nessum Dorma»                 | Juan Ledesma        | Giacomo Puccini                       | Verónica Delgado Jaime García       |
| 2015 (12.ª)   | «Noche sin fin»                | Luis León           | Elton John Tim Rice                   | Verónica Delgado Jaime García       |
| 2016 (13.ª)   | «Stone cold»                   | Miguel Bolaños      | Laleh Pourkarim                       | Verónica Delgado Jaime García       |
| 2017 (14.ª)   | «Sí que puedo»                 | Hermanas Berbel     |                                       | Verónica Delgado Jaime García       |
| 2018 (15.ª)   | «Milonga del abuelo»           | El Niño Bermejo     | Javier Tapia Molina Lázaro Muñoz      | Verónica Delgado José Domingo Bueno |